# شهرستان فورنس
شهرستان فورنس (به انگلیسی: Furnas County) یک منطقهٔ مسکونی در ایالات متحده آمریکا است که در نبراسکا واقع شده‌است. شهرستان فورنس ۱٬۸۶۷٫۳۹ کیلومتر مربع مساحت دارد.